# Jackie Monnier
Pour les articles homonymes, voir Monnier.
Jackie Monnier est une actrice française, née le 2 décembre 1903 à Louveciennes (alors en Seine-et-Oise) et morte le 20 juillet 1983 à Millemont (Yvelines). 
Sa carrière s'est déroulée dans l'entre-deux-guerres, de 1926 à 1933.

## Biographie
Jackie Monnier naît sous le nom de « Jacqueline Marie Monnier » en 1903 à Louveciennes.
Après avoir participé à deux films de Jean Renoir en 1928 et 1929, elle joue notamment en 1930 sous la direction de Julien Duvivier dans le premier film parlant du réalisateur, David Golder, avec comme partenaire Harry Baur. Son interprétation est vivement critiquée par la Revue du cinéma qui fustige « l'abominable Jackie Monnier », soulignant à cette occasion que l'actrice « s'est toujours montrée parfaitement insupportable ».
Sa carrière s'interrompt dès 1933, alors qu'elle n'a que 30 ans.
Elle meurt en 1983 à Millemont.

## Filmographie
- 1926 : Mon frère Jacques de Marcel Manchez : Irène
- 1927 : Le Joueur d'échecs de Raymond Bernard : Wanda[3]
- 1928 : Le Tournoi dans la cité de Jean Renoir[4] : Isabelle de Ginori[5]
- 1929 : Le Bled / L'Agha du ciel, de Jean Renoir : Claudie Duvernet[6],[7]
- 1929 : Drei Tage auf Leben und Tod - aus dem Logbuch der U.C.1 de Heinz Paul
- 1929 : Dans l'ombre du harem de Léon Mathot et André Liabel : la princesse Djebellen Nour
- 1930 : La Revanche du maudit / La Revanche du fils maudit de René Leprince : Denise[8]
- 1930 : Quatre de l'infanterie / Westfront 1918 de Georg Wilhelm Pabst : Yvette[9]
- 1931 : David Golder de Julien Duvivier : Joyce Golder
- 1932 : Ceux du Viking de Varick Frissell et René Ginet : Daisy[10]
- 1932 : Le Fils improvisé de René Guissart : Fanny[11]
- 1933 : Rien que des mensonges / Le Cercle, de Karl Anton : Marthe
- 1933 : Mon chapeau, de Lucien Jaquelux : Lolita Lopez[12]